# سبينة
سبينة هي بلدة سورية تقع على مسافة 10 كم تقريبًا من جنوب دمشق، يسكنها حوالي 162000 نسمة. تُعتبر جزء من غوطة دمشق الغربية وحتى أواخر السبعينيات كان يمر ضمنها فرع لنهر الأعوج. بسبب الإهمال الإداري ما زالت تعتبر قرية على رغم عدد سكانها الكبير مما وضعها ضمن ظروف خدمية سيئة وبسبب الفساد الإداري انتشرت المعامل الصناعية بمختلف أنواعها ضمن المزارع والبيوت السكنية وتم تدمير المزارع والمساحات الخضراء ضمن القرية وتحول النهر المار ضمنها لنهر للمياه الآسنة ومن ثم تم ردمه وأحتلال حرمه والبناء فوقه. وتنتشر العشوائيات ومازالت بشكل كبير على حساب أراضي البلدة مما أثر على جمالية البلدة بشدة.
إداريا تتبع ناحية ببيلا في محافظة ريف دمشق وبحسب الروايات كان يوجد فيها مدفع أثري أستولى عليه الفرنسيين وتحوي جامع قديم ضمن سبينة البلد تعتبر مأذنته أثرية ولم يسمح بهدمها من قبل الهيئة العامة للآثار عند ترميم الجامع. إضافة لذلك هناك رواية عن أن سبينة كان لها أهمية معينة لوجود برج كان يستخدم لتحديد بداية ونهاية الأشهر القمرية ويشاع أن أهلها كانو معفين من خدمة العلم في ذلك الوقت لهذا السبب. وهي طريق إجباري يمر به الحجاج عند ذهابهم من دمشق إلى مكة المكرمة. سكان المنطقة يأتون من خلفيات متعددت فمنهم ما يقارب ال 7 آلف من أهل البلد ومنهم من الفلسطينيين والذين يقطن معظمهم ضمن مخيم سبينة وجزء آخر هم من السورين النازحين من الجولان إضافة لجزء آخر كبير من الوافدين من باقي المحافظات للعمل ضمن دمشق العاصمة وقد اختاروا سبينة لقربها من دمشق ولانتشار السكن الرخيص الناتج عن العشوائيات.
يقع في حدودها: القدم - العسالي البويضة - صحنايا - الذيابية- صهيا - غزال - داريا. حدودها الجنوبية منطقة الباردة وتلال عالية أهمها تل البارد وتتموضوع فيه تشكيلات عسكرية. هذا بالإضافة لمحطة قطار واسعة.

## مخيم سبينة
يقع مخيم سبينة إلى جانب مدينة سبينة التي تبعد 14 كيلومترا إلى الجنوب من دمشق. وقد تأسس المخيم في عام 1948 فوق مساحة من الأرض تبلغ 0,03 كيلومتر مربع في منطقة أصبحت اليوم منطقة صناعية نشطة. وهو يؤوي أيضا اللاجئين الفلسطينيين الذين نزحوا نتيجة الحرب العربية الإسرائيلية عام 1967.
ويعمل غالبية اللاجئين الذين يقطنون في المخيم في مصانع سبينة. وعلى الرغم من أنهم أنفسهم ليسوا ملاكا للأراضي، إلا أن الآخرين لا يزالون يحتفظون بتراث أجدادهم الزراعي حيث يعملون كعمال مياومة أو في مجال الحصاد الموسمي لدى المزارع المملوكة لسوريين.
وكما هو الحال في المخيمات الأخرى، فإن إدارة المياه وشؤون الصحة العامة تبقى واحدة من أكبر المشاكل؛ فنظام الصرف الصحي بحاجة إلى التوسعة وإلى رفع سويته من أجل التكيف مع النمو المتزايد لعدد السكان في المخيم. ويفتقر المخيم لشبكة أنابيب مياه ملائمة، الأمر الذي اضطر معه اللاجئون إلى الاعتماد على الآبار المحلية كمصدر رئيسي للمياه. وقد تعرضت الآبار للجفاف بسبب الظروف شبه الجافة التي سادت في السنوات الأخيرة مما جعل اللاجئون مضطرون لشراء الماء من مصادر أخرى، وعادة ما يكون ذلك الماء ذو نوعية رديئة.
البرامج المتوفرة في المخيم:
- التعليم
- الإغاثة والخدمات الاجتماعية
- شبكة الأمان الاجتماعي
- الصحة